# Record del mondo del pattinaggio di velocità
Di seguito le tabelle riassuntive dei record del mondo del pattinaggio di velocità e dei record olimpici. I record sotto sono quelli in primo luogo riconosciuti dalla International Skating Union, che tuttavia non tiene traccia di alcuni record, come quello dei 3000 metri di Denis Juskov. Per questo motivo per alcune specialità sono elencati due diversi tempi.

## Record del mondo del pattinaggio di velocità

### Record del mondo maschili
| Distanza                        | Atleta                                           | Nazione     | Tempo    | Data                | Pista          |
| ------------------------------- | ------------------------------------------------ | ----------- | -------- | ------------------- | -------------- |
| 500 metri                       | Pavel Kulizhnikov                                | Russia      | 33.98    | 20 novembre 2015    | Salt Lake City |
| 1.000 metri                     | Pavel Kulizhnikov                                | Russia      | 1.05.69  | 15 febbraio 2020    | Salt Lake City |
| 1.500 metri                     | Kjeld Nuis                                       | Paesi Bassi | 1.40.17  | 10 marzo 2019       | Salt Lake City |
| 3.000 metri                     | Eskil Ervik                                      | Norvegia    | 3.37.28  | 5 novembre 2005     | Calgary        |
| 5.000 metri                     | Nils van der Poel                                | Svezia      | 6.01.56  | 3 dicembre 2021     | Salt Lake City |
| 10.000 metri                    | Davide Ghiotto                                   | Italia      | 12.25.69 | 25 gennaio 2025     | Calgary        |
| Inseguimento a squadre (8 giri) | Joey Mantia Emery Lehman Casey Dawson            | Stati Uniti | 3.34.47  | 5 novembre 2021     | Salt Lake City |
| Sprint a squadre (3 giri)       | Vincent De Haître Gilmore Junio Laurent Dubreuil | Canada      | 1.17.31  | 1 dicembre 2017     | Calgary        |
| Combinata sprint                | Kai Verbij                                       | Paesi Bassi | 136.065  | 25/26 febbraio 2017 | Calgary        |
| Combinata piccola               | Erben Wennemars                                  | Paesi Bassi | 146.365  | 13 agosto 2005      | Calgary        |
| Combinata grande                | Patrick Roest                                    | Paesi Bassi | 145.561  | 2-3 marzo 2019      | Calgary        |

### Record del mondo femminili
| Distanza                        | Atleta                                  | Nazione       | Tempo    | Data                | Pista          |
| ------------------------------- | --------------------------------------- | ------------- | -------- | ------------------- | -------------- |
| 500 metri                       | Lee Sang-Hwa                            | Corea del Sud | 36.36    | 16 novembre 2013    | Salt Lake City |
| 1.000 metri                     | Brittany Bowe                           | Stati Uniti   | 1.11.61  | 9 marzo 2019        | Salt Lake City |
| 1.500 metri                     | Miho Takagi                             | Giappone      | 1.49.83  | 10 marzo 2019       | Salt Lake City |
| 3.000 metri                     | Martina Sáblíková                       | Rep. Ceca     | 3.52.02  | 9 marzo 2019        | Salt Lake City |
| 5.000 metri                     | Natal'ja Voronina                       | Russia        | 6.39.02  | 15 febbraio 2020    | Salt Lake City |
| 10.000 metri                    | Martina Sáblíková                       | Rep. Ceca     | 13.48.33 | 15 marzo 2007       | Calgary        |
| Inseguimento a squadre (6 giri) | Nana Takagi Ayano Sato Miho Takagi      | Giappone      | 2.50.76  | 14 febbraio 2020    | Salt Lake City |
| Sprint a squadre (3 giri)       | Femke Kok Jutta Leerdam Letitia de Jong | Paesi Bassi   | 1.24.02  | 13 febbraio 2020    | Salt Lake City |
| Combinata sprint                | Nao Kodaira                             | Giappone      | 146.390  | 25/26 febbraio 2017 | Salt Lake City |
| Combinata mini                  | Joy Beune                               | Paesi Bassi   | 153.776  | 9-10 marzo 2018     | Salt Lake City |
| Combinata piccola               | Cindy Klassen                           | Canada        | 154.580  | 18/19 marzo 2006    | Calgary        |

### Record olimpici maschili
| Distanza                        | Atleta                                                  | Nazione     | Tempo    | Data             | Pista          |
| ------------------------------- | ------------------------------------------------------- | ----------- | -------- | ---------------- | -------------- |
| 500 metri                       | Gao Tingyu                                              | Cina        | 34.32    | 12 febbraio 2022 | Pechino        |
| 1000 metri                      | Gerard van Velde                                        | Paesi Bassi | 1.07.18  | 16 febbraio 2002 | Salt Lake City |
| 1500 metri                      | Kjeld Nuis                                              | Paesi Bassi | 1:43.21  | 8 febbraio 2022  | Pechino        |
| 5000 metri                      | Nils van der Poel                                       | Svezia      | 6:08.84  | 6 febbraio 2022  | Pechino        |
| 10.000 metri                    | Nils van der Poel                                       | Svezia      | 12:30.74 | 11 febbraio 2022 | Pechino        |
| Inseguimento a squadre (8 giri) | Håvard Bøkko Simen Spieler Nilsen Sverre Lunde Pedersen | Norvegia    | 3:37.08  | 21 febbraio 2018 | Gangneung      |

### Record olimpici femminili
| Distanza                        | Atleta                             | Nazione     | Tempo   | Data             | Pista     |
| ------------------------------- | ---------------------------------- | ----------- | ------- | ---------------- | --------- |
| 500 metri                       | Nao Kodaira                        | Giappone    | 36.94   | 18 febbraio 2018 | Gangneung |
| 1.000 metri                     | Jorien ter Mors                    | Paesi Bassi | 1.13.56 | 14 febbraio 2018 | Gangneung |
| 1.500 metri                     | Ireen Wüst                         | Paesi Bassi | 1.53.28 | 16 febbraio 2022 | Pechino   |
| 3.000 metri                     | Irene Schouten                     | Paesi Bassi | 3.56.93 | 5 febbraio 2022  | Pechino   |
| 5.000 metri                     | Irene Schouten                     | Paesi Bassi | 6.43.51 | 10 febbraio 2022 | Pechino   |
| Inseguimento a squadre (6 giri) | Ayano Sato Miho Takagi Nana Takagi | Giappone    | 2.53.61 | 22 febbraio 2022 | Pechino   |